# Masakr na Columbine High School
Masakr na Columbine High School se odehrál 20. dubna 1999 v Jefferson County v Coloradu poblíž Littletonu a Denveru. Dva náctiletí studenti, Eric Harris (18) a Dylan Klebold (17), ve škole zastřelili dvanáct studentů a jednoho učitele a zranili dalších 24 lidí. Po útoku oba spáchali sebevraždu. Masakr na Columbine High School je čtvrtým největším masakrem na americké škole v dějinách.

## Pachatelé

### Eric Harris
Narodil se 9. dubna 1981. Jeho otec Wayne pracoval jako pilot v americké armádě a s celou rodinou se kvůli práci musel často stěhovat. V roce 1993 však z armády odešel a rodina se natrvalo přestěhovala do městečka Littleton v Coloradu, kde Eric začal navštěvovat základní školu. Zde se seznámil s Dylanem Kleboldem. V roce 1996 koupil jeho otec dům na Pierce Street, pár kilometrů od Columbine, kam s Dylanem ve stejném roce také nastoupil. Eric byl velkým fanouškem populární hry Doom II a začal vytvářet mise, které poskytoval ke stažení na svém blogu. V roce 1997 však přišel zlom. Eric se stal obětí šikany a jeho blog zaplnily nenávistné komentáře mířené proti jeho škole, rodině a společnosti. Kvůli tomu byl na základě udání vyšetřován policií. Ta u něj nejdříve chtěla provést domovní prohlídku, nakonec od toho však upustila. Klebold s Harrisem se také pokusili vykrást dodávku a soud jim nařídil podstoupit několik psychologických sezení. Eric dokonce napsal majiteli dodávky omluvný dopis, ve kterém jednání popsal jako náhlý zkrat, který ho velice mrzí. Po skončení povinného sezení (ve kterém byli psychologem hodnoceni velice pozitivně) raději smazal veškeré nenávistné komentáře ze svého blogu a věnoval se zde opět jen hře Doom. Začal si však psát deník, kde v psaní nenávistných poznámek pokračoval (urážel zde i majitele dodávky). Na jaře roku 1999 nebyl přijat do armády kvůli léku Luvox, který mu předepsali psychiatři.

### Dylan Klebold
Narodil se 11. září 1981. V Littletonu bydlel již od dětství a absolvoval zde veškeré typy vzdělávání. V dětství se dokonce zapojil do programu CHIPS pro chytré a nadané děti. Jeho život pokračoval vesměs normálně až do osmé třídy, kdy se seznámil s Ericem. Po nástupu na střední školu se z nich stali přátelé. Začali spolu natáčet amatérské filmy a prostřednictvím Dylanovy kamarádky si opatřili zbraně. I v Dylanově laptopu se po útoku nalezly zápisky, kde stejně jako Eric projevoval znechucení současným stavem společnosti. Často si spolu chodili zastřílet, což natáčeli na zapůjčenou školní kameru. Dylan na rozdíl od Erica rád sportoval a byl členem několika sportovních družstev. Na škole měl také mnoho přátel, což se o Ericovi rozhodně říct nedalo. Eric vystupoval obecně mnohem radikálněji a agresivněji a několik odborníků se domnívá, že samotný Klebold by se k útoku nikdy neodhodlal.

## Průběh útoku
Oba studenti přijeli ke škole v černých kabátech a se slunečními brýlemi na očích. Podle původního plánu střelců mají v 11:16 vybuchnout ve školní jídelně dvě propanbutanové bomby. V tu dobu se tam pohybovalo zhruba 450 lidí. Bomby ale selhaly, a tak útočníci začnou své spolužáky likvidovat "ručně". První obětí byla Rachel Scottová (17) sedící u východního vchodu do školy. Tři střely ji zasáhly do hrudníku a poté ji z těsné blízkosti zasadil smrtící čtvrtou ránu Eric Harris do hlavy.
Dvojice zabijáků začala s nekontrolovatelnou střelbou už před vchodem do školy a pokračovali na chodbách. Vyděšení studenti nevěděli, co se děje, takže se ukrývali, kde se dalo. Někteří z nich utekli okny v učebnách.

### Knihovna
Nejhorší část masakru se stala ve školní knihovně, kam se střelci dostali v 11:29. V tu dobu se tu pod malými stolky a regály s knihami tísnilo 52 studentů, dvě knihovnice a dvojice vyučujících. Jedna z nich, učitelka Patti Nielsonová, která v tu dobu zrovna držela u ucha telefon a hovořila s dispečerkou tísňové linky, popisovala, že ve škole se nacházejí dva studenti se zbraněmi, kteří tu střílí po ostatních lidech. Hovor mezi Patti a dispečerkou pokračoval během celého masakru v knihovně, a na uniklých útržcích můžeme v pozadí slyšet oba střelce. První obětí střelby v knihovně se stal šestnáctiletý Kyle Velasquez, kterého Dylan nemilosrdně popravil brokovnicí. V následujících sedmi minutách pak oba střelci pochodovali po knihovně a stříleli na schovávající se studenty, zatímco situaci krutě komentovali. Po masakru v knihovně se oba střelci odebrali zpět do jídelny. Během oněch osudných sedmi minut přišlo o život deset lidí.

### Jídelna
Cestou do jídelny házeli Eric a Dylan do prázdných učeben podomácku vyrobené bomby a náhodně stříleli do věcí kolem, nepokoušeli se však nikomu ublížit. Okolo 11:44 dorazili oba útočníci do jídelny. Bezpečnostní kamery v jídelně zachytily jejich příchod, stejně jako jejich pohyby v následujících několika minutách. Po příchodu do jídelny vystřelil Eric několik ran do nevybuchlé propanbutanové bomby při neúspěšném pokusu ji odpálit. Nedlouho poté Dylan hodil na propanbutanovou bombu Molotov, čímž způsobil její detonaci, načež oba opustili jídelnu. Po následujících deset minut se toulali po chodbách, načež se opět vrátili do jídelny zhruba v 11:55. O tři minuty později odešli na svou poslední cestu do knihovny.

### Konec masakru
Do knihovny se vrátili ve 12:02. Vyměnili si několik výstřelů s policisty venku, nedlouho poté, okolo 12:08, oba dva spáchali sebevraždu. Eric Harris si strčil hlaveň své upilované brokovnice do úst a ukončil svůj život jako první, Dylan si sundal svou náušnici a prsten a položil je na zem vedle sebe, načež se střelil svou Tec-9 do spánku.

## Pozadí a dopady masakru

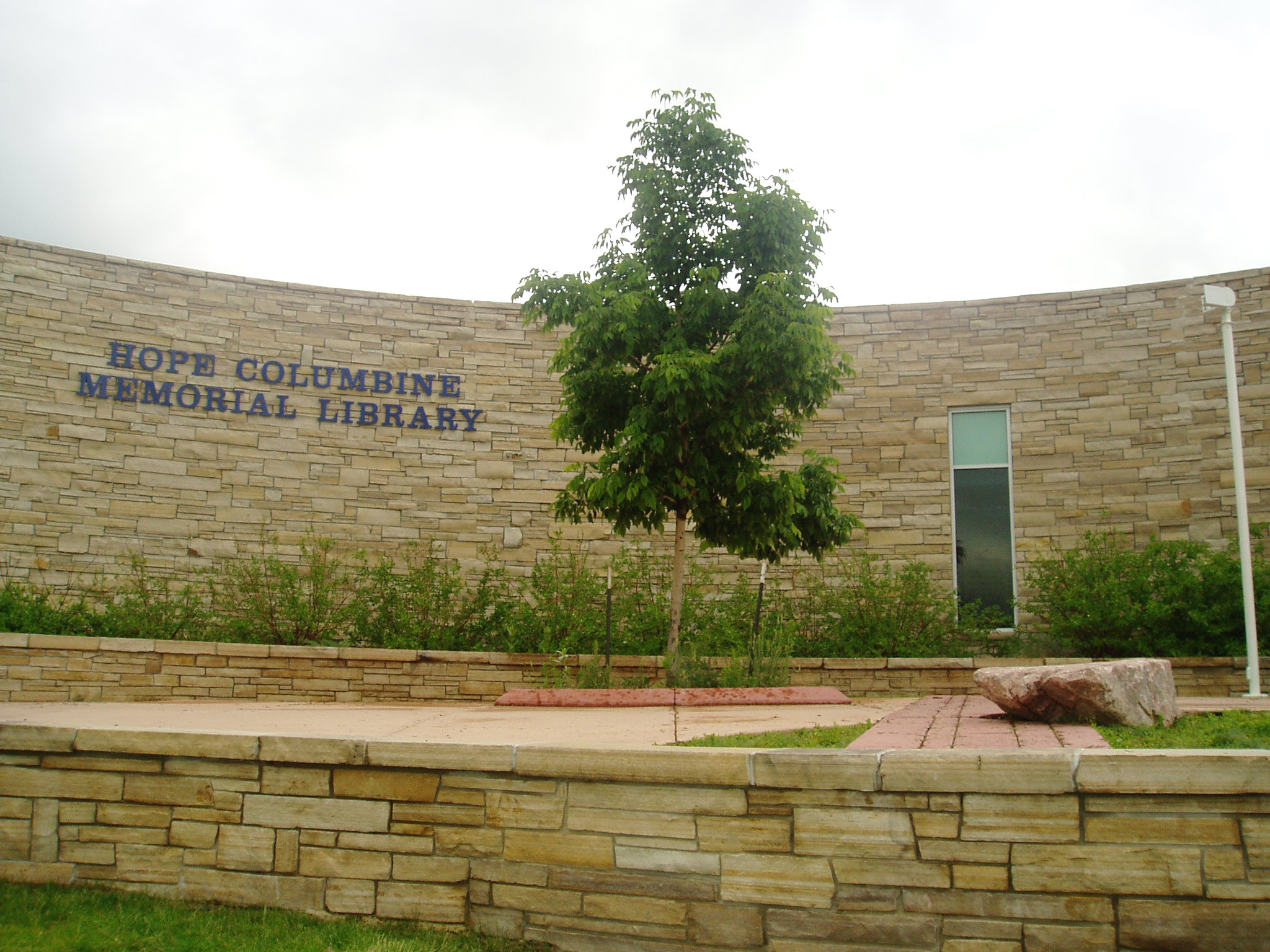
Památník tragédie

Zprvu se spekulovalo o spojitost s výročím narozenin Adolfa Hitlera a rasovém motivu, ale tyto mediální spekulace se později ukázaly jako zcela nesmyslné. Také se spekuluje, jestli tento čin nemá na svědomí tzv. Trenchcoat Mafie, do které oba patřili. Znakem této školní party je totiž tmavé oblečení, dlouhé kabáty a sluneční brýle. Masakr rozproudil debatu o kontrole zbraní, jejich dostupnosti ve Spojených státech a o násilí mezi mládeží. Dalšími tématy, která byla díky masakru otevřena, jsou šikana, vliv násilných počítačových her, filmů a hudby (kritizováni byli zejména Marilyn Manson a kapela Rammstein), vliv internetu a nadměrné užívání antidepresiv náctiletými (Harrisova pitva potvrdila efektivní dávku léčiva Luvox). Některé oběti, zavražděné údajně kvůli jejich náboženství, se staly vzorem pro ostatní, zatímco jiní poukazovali na úpadek role náboženství ve společnosti a svalovali vinu za tragédii na vládu, která nedostatečně prosazuje náboženství do škol. Masakr také vyústil ve zvýšení bezpečnostních opatření na školách a vzniku morální paniky namířené proti gotické subkultuře.
Poblíž knihovny, kde došlo k masakru, byl posléze vybudován památník, který tragédii připomíná.
O masakru a o problematice držení zbraní ve Spojených státech natočil americký filmař Michael Moore film Bowling for Columbine. V roce 2003 tento masakr ztvárnil ve svém filmu Slon režisér Gus Van Sant. O masakru a o životě Rachel Scottové, první z obětí, pojednává film I'm Not Ashamed od režiséra Braina Baugha.

## Seznam obětí
- Cassie Bernallová, 17
- Steven Curnow, 14
- Corey DePooter, 17
- Kelly Flemingová, 16
- Matthew Kechter, 16
- Daniel Mauser, 15
- Daniel Rohrbough, 15
- William David „Dave“ Sanders, 47
- Rachel Scottová, 17
- Isaiah Shoels, 18
- John Tomlin, 16
- Lauren Townsendová, 18
- Kyle Velasquez, 16

## Zajímavosti
- Eric Harris si vedl deník, ve kterém si představoval, že unese letadlo a havaruje s ním v New York City.[3][4][5][6]